# Hendrik Wüst
Hendrik Wüst (Rhede, 19 de julio de 1975) es un político alemán de la CDU que se desempeña como Ministro presidente y Ministro de Transporte de Renania del Norte-Westfalia desde 2017. En octubre de 2021, sucedió a Armin Laschet como Ministro presidente y presidente estatal de su partido.

## Biografía

### Formación y carrera profesional
Wüst completó su educación secundaria en 1995 y posteriormente estudió Derecho en la Universidad de Münster. Tras aprobar el primer examen estatal en 2000, realizó su periodo de prácticas legales en Münster, Coesfeld y Bruselas, obteniendo el segundo examen estatal en 2003, lo que le permitió ejercer como abogado. Entre 2002 y 2005, trabajó para la consultora EUTOP.
Entre 2010 y 2017, desempeñó funciones ejecutivas en diversas organizaciones del sector de medios de comunicación en Renania del Norte-Westfalia, incluyendo la Asociación de Editores de Periódicos y la emisora dein.fm.

### Trayectoria política
Wüst se unió a la Junge Union, la organización juvenil de la CDU, en 1990, y a la CDU en 1992. En 1994, fue elegido miembro del consejo municipal de Rhede, cargo que ocupó hasta 2009. Entre 2000 y 2006, presidió la JU en Renania del Norte-Westfalia, y de 2002 a 2012, fue miembro del comité ejecutivo federal de la CDU. Desde 2005, es miembro del parlamento estatal de Renania del Norte-Westfalia.
En 2006, fue nombrado secretario general de la CDU en Renania del Norte-Westfalia, cargo que ocupó hasta 2010. Renunció tras conocerse que el partido había ofrecido acceso preferencial al entonces Ministro Presidente Jürgen Rüttgers a cambio de pagos.
En 2017, Hendrik Wüst fue designado Ministro de Transporte de Renania del Norte-Westfalia en el gobierno regional presidido por Armin Laschet. Ocupó este cargo hasta 2021, cuando fue elegido Ministro Presidente del estado, tras la nominación de Laschet como candidato de la CDU/CSU a la Cancillería federal en las elecciones federales de ese año. Wüst mantuvo la coalición de gobierno con el Partido Democrático Libre hasta las elecciones estatales de 2022.
En las elecciones de 2022, la CDU, encabezada por Wüst, mejoró su representación en escaños, aunque la coalición previa no pudo mantenerse debido al fuerte retroceso electoral del FDP y la imposibilidad de cooperar con la AfD. Dado que la CDU no alcanzaba la mayoría absoluta, solo había dos opciones viables para formar gobierno: una gran coalición con el Partido Socialdemócrata o una alianza inédita con Los Verdes. Sin embargo, la opción de aliarse con el SPD fue descartada debido a la posición política de su líder regional, Thomas Kutschaty, asociado al ala izquierda del partido. Así, la única alternativa factible fue negociar una coalición con Los Verdes, que no tenía precedentes en ese estado. 
Las negociaciones se prolongaron durante un mes, hasta que el 23 de junio de 2022 CDU y Los Verdes presentaron oficialmente su acuerdo de coalición. Hendrik Wüst fue investido como Ministro Presidente el 28 de junio de 2022, con el apoyo de 106 diputados de los 180 votos emitidos, más una abstención. Catorce diputados estuvieron ausentes durante la votación, incluidos cuatro de la CDU y uno de Los Verdes.

## Posiciones políticas
Según la Westdeutscher Rundfunk, Wüst es parte del ala conservadora de la CDU. En 2007, un grupo de políticos conservadores, entre ellos Wüst y el futuro ministro presidente de Baviera, Markus Söder, publicó un libro blanco titulado Moderner bürgerlicher Konservatismus ('Conservadurismo cívico moderno').